# Laval-Pradel
 Laval-Pradel  es una población y comuna francesa, en la región de Languedoc-Rosellón, departamento de Gard, en el distrito de Alès y cantón de La Grand-Combe.

## Demografía
| 2109 | 1743 | 1218 | 1166 | 1026 | 1033 |
| Para los censos de 1962 a 1999 la población legal corresponde a la población sin duplicidades (Fuente: INSEE [Consultar]) |      |      |      |      |      |